# Монархи Шотландії
Шотландське королівство виникло як держава 843 року, коли Кеннет МакАльпін, монарх гелльського королівства Дал Ріада, підкорив піктське королівство Альба. З огляду на те, що Дал Ріада населяли племена скотів (що переселились з Ірландії у IV столітті, одне з племен ірландців), то Кеннет МакАльпін носив також титул король скоттів. Коли він став королем, його титул був король Скотів та Піктів. Відповідно держава звалася Скоттією (Скоттландом, Шотландією) та Піктією. Потім назва Піктія зникла з назви. Залишилася назва Шотландія. Пікти були частково знищені, частково асимільовані скоттами (шотландцями).

## Герб

Вільгельм I - Яків VI
Яків VI - Яків VII
Вільгельм II та Марія II
Анна Стюарт

## Список

### Династія Макальпінів  (848–1034)
| Ім'я                             | Портрет | Оригінальне ім'я                    | Роки правління |
| -------------------------------- | ------- | ----------------------------------- | -------------- |
| Династія Макальпінів             |         |                                     |                |
| Кеннет I                         |         | шотл. гел. Cináed mac Ailpín        | 843-858        |
| Дональд I                        |         | шотл. гел. Domnall mac Ailpín       | 858-862        |
| Костянтин I                      |         | шотл. гел. Causantín mac Cináeda    | 862-877        |
| Ед Білоногий                     |         | шотл. гел. Aed                      | 877-878        |
| Клайдська династія               |         |                                     |                |
| Еохейд                           |         | шотл. гел. Eochaidh                 | 878-889        |
| Гірік                            |         | шотл. гел. Giric mac Dungail        | 878-889        |
| Реставрація династії Макальпінів |         |                                     |                |
| Дональд II                       |         | шотл. гел. Domnall mac Causantín    | 889-900        |
| Костянтин II                     |         | шотл. гел. Causantín mac Áeda       | 900-943        |
| Малкольм I                       |         | шотл. гел. Máel Coluim mac Domnaill | 943-954        |
| Індульф                          |         | шотл. гел. Idulb mac Causantín      | 954-962        |
| Даб                              |         | шотл. гел. Dub mac Maíl Coluim      | 962-967        |
| Кулен                            |         | шотл. гел. Cuilén mac Iduilb        | 967-971        |
| Кеннет II                        |         | шотл. гел. Cináed mac Maíl Choluim  | 971-995        |
| Амлаф                            |         | шотл. гел. Amlaíb mac Ilduilb       | 973-977        |
| Костянтин III                    |         | шотл. гел. Causantín mac Cuilén     | 995-997        |
| Кеннет III                       |         | шотл. гел. Cináed mac Duib          | 997-1005       |
| Малкольм II                      |         | шотл. гел. Máel Coluim mac Cináeda  | 1005-1034      |

### Данкельдська династія (1034–1286)
| Данкельдська династія     |  |                                      |                 |
| Дункан I                  |  | шотл. гел. Donnchad mac Crínáin      | 1034-1040       |
| Морейська династія        |  |                                      |                 |
| Макбет                    |  | шотл. гел. Mac Bethad mac Findláich  | 1040-1057       |
| Лулах                     |  | шотл. гел. Lulach mac Gillai Comgain | 1057-1058       |
| Данкельдська династія     |  |                                      |                 |
| Малькольм III             |  | шотл. гел. Máel Coluim mac Donnchada | 1058-1093       |
| Дональд III               |  | шотл. гел. Domnall mac Donnchada     | 1093-1094 -1097 |
| Едмунд                    |  | шотл. гел. Etmond mac Maíl Choluim   | 1094-1097       |
| Дункан II                 |  | шотл. гел. Donnchad                  | 1094            |
| Едгар                     |  | шотл. гел. Etgair mac Maíl Choluim   | 1097-1107       |
| Александр I               |  | шотл. гел. Alasdair mac Maíl Choluim | 1107-1124       |
| Давид I                   |  | шотл. гел. Dabíd mac Maíl Choluim    | 1124-1153       |
| Малькольм IV              |  | шотл. гел. Máel Coluim mac Eanric    | 1153-1165       |
| Вільгельм I Лев           |  | шотл. гел. Uilliam Garm              | 1165-1214       |
| Александр II              |  | шотл. гел. Alasdair II               | 1214-1249       |
| Александр III             |  | шотл. гел. Alasdair III              | 1249-1286       |
| Маргарита, Норвезька Діва |  | англ. Margaret, Maid of Norway       | 1286-1290       |

### Династія Балліоли (1292–1296)
| Балліоли Після смерті Маргарити відбувся процес про наслідування шотландської корони під головуванням короля Англії Едуарда I, переможцем якого став Джон Баліол |  |                    |           |
| Джон Баліол |  | англ. John Balliol | 1292-1296 |

### Династія Брюсів (1306–1371)
| Династія Брюсів В 1306 р., під час війни за незалежність, королем був проголошений Роберт Брюс. |  |                                                    |           |
| Роберт I Брюс                                                                                   |  | шотл. гел. Roibert a Briuis англ. Robert the Bruce | 1306-1329 |
| Давид II                                                                                        |  | англ. David II                                     | 1329-1371 |

### Династія Балліоли (1332-1336)
|                |         |      |                      |                |                                    |
| І'мя           | Портрет | Герб | Ім'я англійською     | Роки правління | Примітки                           |
| Едвард Балліол |         |      | англ. Edward Balliol | 1332-1336      | Король Шотландії під іменем Едвард |

### Династія Стюартів (1371-1651)
| Династія Стюартів |         |                   |                |
| І'мя              | Портрет | Ім'я англійською  | Роки правління |
| Роберт II         |         | англ. Robert II   | 1371-1390      |
| Роберт III        |         | англ. Robert III  | 1390-1406      |
| Яків I            |         | англ. James I     | 1406-1437      |
| Яків II           |         | англ. James II    | 1437-1460      |
| Яків III          |         | англ. James III   | 1460-1488      |
| Яків IV           |         | англ. James IV    | 1488-1513      |
| Яків V            |         | англ. James V     | 1513-1542      |
| Марія Стюарт      |         | англ. Mary Stuart | 1542-1567      |
| Яків VI           |         | англ. James VI    | 1567-1625      |

#### Велика Британія (1567–1651)
| Королі Англії, Шотландії та Ірландії В 1603 р., після смерті королеви Єлизавети I, англійський трон успадкував король Шотландії Яків VI. |         |                |                                      |
| Династія Стюартів |         |                |                                      |
| І'мя | Портрет | Роки правління | Примітки                             |
| Яків I (англ. James I) |         | 1603-1625      | Король Шотландії під іменем Якова VI |
| Карл I (англ. Charles I) |         | 1625-1649      | Син Якова I                          |

#### Реставрація (1660–1707)
| Королі Англії, Шотландії та Ірландії В 1660 р. на престол Англії, Шотландії та Ірландії повернулися Стюарти. |         |      |                |                                                                                                  |
| Реставрація Стюартів                                                                                         |         |      |                |                                                                                                  |
| Ім'я | Портрет | Герб | Роки правління | Примітки                                                                                         |
| Карл II (англ. Charles II)                                                                                   |         |      | 1660-1685      | Син Карла I, король Шотландії також в 1649—1651 рр.                                              |
| Яків II (англ. James II)                                                                                     |         |      | 1685-1689      | Син Карла I, король Шотландії під іменем Якова VII                                               |
| Марія II (англ. Mary II)                                                                                     |         |      | 1689-1694      | Дочка Якова II, володарювала разом з Вільгельмом III                                             |
| Вільгельм III Оранський (англ. William III of Orange)                                                        |         |      | 1689-1702      | Онук Карла I, король Шотландії під іменем Вільгельма II, король Ірландії під іменем Вільгельма I |
| Анна Стюарт (англ. Anne)                                                                                     |         |      | 1702-1707      | Дочка Якова II                                                                                   |